# DBASE

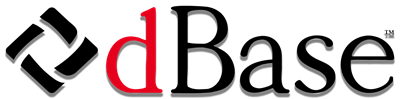
dBASE 로고

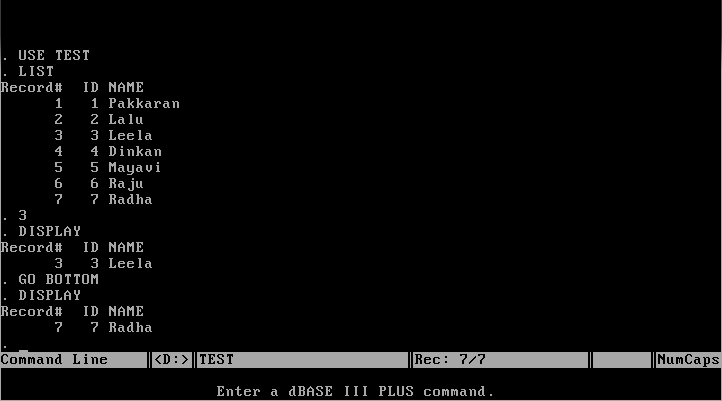
dBase III Plus의 스크린샷.

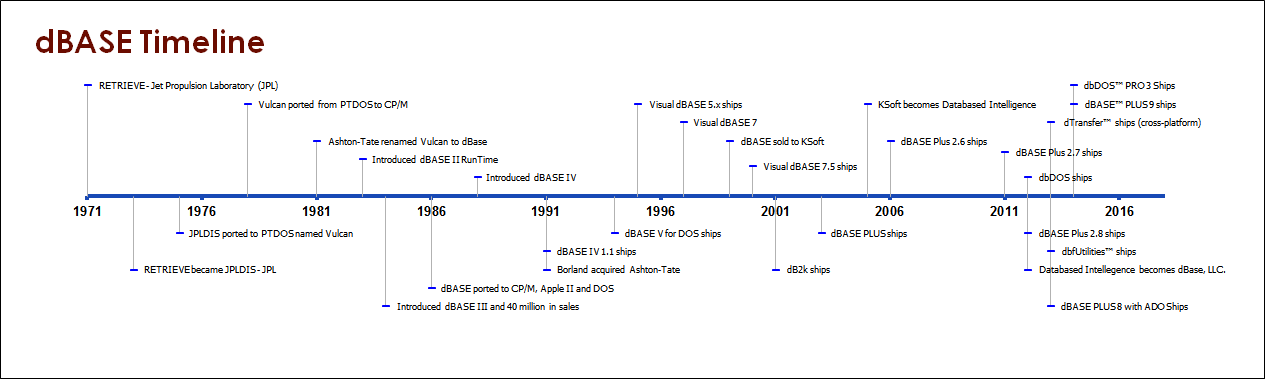
dBASE의 타임라인.

dBASE는 마이크로컴퓨터용의 최초의 데이터베이스 관리 시스템 가운데 하나였으며, 당시 가장 성공한 데이터베이스 관리 시스템이었다. 미국 애시턴(Ashton)이 개발하였으며, 1979년에 처음 등장하였다. 초기에는 CP/M과 도스용으로 개발되었고, 명령어 사용과 메뉴 사용이 모두 가능하였다. 한국에서는 1990년대에 도스용 로터스 1-2-3 등과 더불어 사무용 소프트웨어로 사용되었으며, 완성형 한글로 한글화되었다.

## 프로그래밍 예
아래의 예는 empl이라는 이름의 직원 테이블을 열어서 하나 이상의 직원을 관리하는 모든 관리자에게 10% 인상을 제공한 다음 이름과 봉급을 출력한다.
```
 
USE
 empl
 
REPLACE
 ALL salary WITH salary * 1.1 FOR supervisors > 0
 
LIST
 ALL fname, lname, salary TO PRINT
 
* (comment: reserved words shown in CAPITALS for illustration purposes)

```

또, dBase는 문자열 평가를 구현한 최초의 비즈니스 지향 언어들 가운데 하나이다.
```
 
i
 = 2
 
myMacro
 = 
"i + 10"

 
i
 = &myMacro
 
* comment: i now has the value 12

```